# Pastviny (Hranice)
Pastviny (németül Friedersreuth) Hranice településrésze Csehországban a Karlovy Vary-i kerület Chebi járásában.

## Fekvése
Az Aši-kiszögellés északnyugati részén, 628 m tengerszint feletti magasságban, Hranicetől 3 km-re délnyugatra, Aštól 8 km-re északnyugatra fekszik.

## Története
A néphagyomány szerint I. Frigyes német-római császár katonái alapították, a német Friedersreuth elnevezése is erre utal. Elsőként a Neuberg-család 1413-ban kiállított birtokeladási szerződése említi, ekkor a Zedtwitz-család tulajdonába került. A mezőgazdasági jellegű település iparosodása a 18. század végén kezdődött. Korabeli források ezen időszakból már malmok létéről tudósítanak. Iskoláját 1893-ban építették. A második világháborút követően a cseh nemzetállami törekvések eredményeképpen német nemzetiségű lakosságát kitelepítették. Ekkor szinte teljesen elnéptelenedett. A cseh hatóságok a település nevét is megváltoztatták, hivatalos elnevezése Pastviny lett. Területének nagy részét a határőrség által felügyelt határsávba sorolták, s a kitelepítettek több mint 140 lakóházát lerombolták. A helybéli iskola épületét 1962-ben lebontották, helyén határőrségi laktanyát építettek. A vasfüggöny felszámolását követően az 1990-es években a kaszárnyaépület magánkézbe került, és egy vállalat telephelye lett.

## Nevezetességek
- Az első világháború helybéli hősi halottainak emlékművét 1929-ben emelték.
- A település határában elterülő Bystřina - Lužní potok természetvédelmi terület, mely a szocializmus évtizedei alatt tiltott övezetnek számító határsáv által, háborítatlan állapotában fennmaradt.
- Az elesett katona emlékműve az egykori határőrségi laktanya udvarában.

## Lakossága
Lakosságának többségét hosszú évszázadokon keresztül németek alkották. A csehszlovák nemzetállami törekvések azonban német lakosságának kitoloncolásához vezettek. Maradék lakossága azóta folyamatosan csökken, így a 20. század kezdetén még közel ezer lakosú település a 2000-es évek közepére 16 főre csökkent le.
| Év            | 1850 | 1930 | 1947 | 1961 | 1970 | 2001 | 2006 |
| ------------- | ---- | ---- | ---- | ---- | ---- | ---- | ---- |
| Lakosok száma | 578  | 921  | 251  | 158  | 58   | 54   | 16   |

## Fordítás
- Ez a szócikk részben vagy egészben a Pastviny (Hranice) című cseh Wikipédia-szócikk ezen változatának fordításán alapul.  Az eredeti cikk szerkesztőit annak laptörténete sorolja fel. Ez a jelzés csupán a megfogalmazás eredetét és a szerzői jogokat jelzi, nem szolgál a cikkben szereplő információk forrásmegjelöléseként.